# Чадукаси
Чадука́си (рос. Чадукасы, чув. Çавал Çырма) — присілок у складі Красноармійського району Чувашії, Росія. Адміністративний центр Чадукасинського сільського поселення.
Населення — 331 особа (2010; 360 у 2002).
Національний склад:
- чуваші — 99 %